# Abdul Rashid Ghazi
Abdul Rashid Ghazi, född omkr. 1964 i Rojhan, Rajanpur, Pakistan, död 10 juli 2007 i Islamabad, var en pakistansk radikal islamistledare.  
Abdul Rashid vägrade ursprungligen, till skillnad från sin äldre bror Abdul Aziz Ghazi, att genomgå någon formell muslimsk utbildning. Han påbörjade studier vid en madrassa under påtryckning från fadern maulana Muhammad Abdullah men hoppade snart av denna. 
Abdul Rashid valde istället att klä sig västerländskt och genomföra en mastersutbildning i internationella relationer vid det sekulära Quaid-e-Azam-universitetet i Islamabad. Därefter fick han anställning vid utbildningsministeriet.
Fadern var så missnöjd med Abdul Rashids livsstil att han gjorde brodern Abdul Aziz till ensam arvinge.
Mordet på fadern Muhammad Abdullah kom dock att bli en vändpunkt i Abdul Rashids liv.
Uppmuntrad av den äldre brodern började han studera islam, anlägga skägg och engagera sig i Röda moskén och de tillhörande koranskolorna Jamia Hafsa och Jamia Faridia. 
Ghazi var en av ledarna för en koalition av organisationer som 2001 protesterade mot USA:s krig i Afghanistan.
2004 tog Abdul Rashid Ghazi och många andra religiösa ledare avstånd från militärens bekämpande av pro-talibanska stammar på den pakistanska landsbygden.  Röda moskén utfärdade på hans initiativ en fatwa enligt vilken de islamister, som under denna konflikt kom att dödas av den pakistanska militären, skulle betraktas som martyrer.
Detta provocerade president Musharraf som beskyllde Abdul Rashid för att ha planerat ett mordattentat mot honom.
Abdul Rashid tvingades gå under jorden till dess att regeringsföreträdare senare drog tillbaka anklagelserna mot honom. 
Tillsammans med brodern Abdul Aziz ledde han 2007 konflikten mot regeringen utifrån den Röda moskén i Islamabad.
Sedan brodern tillfångatagits under en misslyckad flykt ledde Abdul Rashid ensam upproret, tills han dödades av de stormande pakistanska militärstyrkorna, i moskéns källare, den 10 juli 2007.